# ペディヴィリアーノ
ペディヴィリアーノ（イタリア語: Pedivigliano）は、イタリア共和国カラブリア州コゼンツァ県にある、人口約800人の基礎自治体（コムーネ）。

## 地理

### 位置・広がり

#### 隣接コムーネ
隣接するコムーネは以下の通り。括弧内のCZはカタンザーロ県所属を示す。
- アルティーリア
- コロージミ
- デコッラトゥーラ (CZ)
- モッタ・サンタ・ルチーア (CZ)
- シリアーノ
- ソヴェリーア・マンネッリ (CZ)

## 行政

### 分離集落
ペディヴィリアーノには、以下の分離集落（フラツィオーネ）がある。
- Borboruso, Villanova, Pittarella